# 푸디토리움
푸디토리움(본명: 김정범, 1975년 11월 7일 ~ )은 대한민국의 작곡가이다. 교수, 영화 음악 감독과 재즈 밴드인 푸딩의 리더로도 활동중이다.

## 학력
- 충암고등학교 졸업
- 서강대학교 경영학 학사
- 버클리 음악 대학 프로페셔널 뮤직 학사
- 뉴욕대학교 재즈스터디학 석사

## 경력

### 교육
- 1999년 ~ 2003년: 한국예술종합학교 무용원 강사
- 2009년 ~ 2010년: 뉴욕대학교 강사
- 2012년 ~ : 성신여자대학교 현대실용음악학과 교수

### 앨범
- 2017년 : 어느날 OST
- 2015년 : 허삼관 OST
- 2013년 : New Sound Set
- 2011년 : 에피소드: 재회
- 2009년 : 에피소드: 이별
- 2008년 : 멋진 하루 OST
- 2005년 : Pesadelo 푸딩
- 2003년 : If I Could Meet Again 푸딩

### 영화
- 2005년: 러브 토크 _ 음악
- 2005년: 눈물이 생기는 경로 _ 음악
- 2006년: 아주 특별한 손님 _ 음악
- 2008년: 멋진 하루 _ 음악
- 2011년: 푸디토리움 에피소드 _ 기획
- 2012년: 밤벌레 _ 음악
- 2012년: 뉴클리어 패밀리 _ 음악
- 2013년: 577 프로젝트 _ 음악
- 2013년: 롤러코스터 _ 음악
- 2015년: 허삼관 _ 음악
- 2017년: 어느날 _ 음악

### 방송
- 2013년 ~ : SBS 파워FM 애프터 클럽 _ 진행 (목요일)

## 수상
- 1999년: 유재하 음악경연대회 장려상
- 2012년: 카타벵토 어워드 올해의 노래상